# ولس (تكساس)
ولس (بالإنجليزية: Wells town, Texas)‏ هي بلدة تقع بولاية تكساس في الولايات المتحدة. تبلغ مساحتها 4.96 كم2، وترتفع عن سطح البحر 99 م، بلغ عدد سكانها 790 نسمة في عام 2010 حسب إحصاء مكتب تعداد الولايات المتحدة وتصل الكثافة السكانية فيها 159.3 نسمة لكل كيلومتر مربع (412.6/ميل2).

## التركيبة السكانية
حدّد مكتب تعداد الولايات المتحدة بيانات التركيبة السكانية لولس في تعداد الولايات المتحدة. في ما يلي، التركيبة السكانية حسب تعدادي 2000 و2010.

### تعداد عام 2000
بلغ عدد سكان ولس 769 نسمة بحسب تعداد عام 2000، وبلغ عدد الأسر 275 أسرة وعدد العائلات 191 عائلة مقيمة في البلدة. في حين سجلت الكثافة السكانية 155 نسمة لكل كيلومتر مربع (401.4/ميل2). وبلغ عدد الوحدات السكنية 333 وحدة بمتوسط كثافة قدره 67.1 لكل كيلومتر مربع (173.8/ميل2).
وتوزع التركيب العرقي للبلدة بنسبة 72.43% من البيض و18.73% من الأمريكيين الأفارقة و0.26% من الأمريكيين الأصليين و6.50% من الأعراق الأخرى و2.08% من عرقين مختلطين أو أكثر و9.10% من الهسبانيون أو اللاتينيون من أي عرق.
بلغ عدد الأسر 275 أسرة كانت نسبة 34.5% منها لديها أطفال تحت سن الثامنة عشر تعيش معهم، وبلغت نسبة الأزواج القاطنين مع بعضهم البعض 50.2% من أصل المجموع الكلي للأسر، ونسبة 13.8% من الأسر كان لديها معيلات من الإناث دون وجود شريك، بينما كانت نسبة 5.5% من الأسر لديها معيلون من الذكور دون وجود شريكة وكانت نسبة 30.5% من غير العائلات. تألفت نسبة 28% من أصل جميع الأسر من عدة أفراد يعيشون في نفس المنزل ونسبة 15.6% كانت تتألف من شخص يعيش بمفرده يبلغ من العمر 65 عاماً أو أكثر. وبلغ متوسط حجم الأسرة المعيشية 2.55، أما متوسط حجم العائلات فبلغ 3.13.
بلغ العمر الوسطي للسكان 37.9 عاماً. وكانت نسبة 24.6% من القاطنين تحت سن الثامنة عشر، وكانت نسبة 9.2% بين الثامنة عشر والرابعة والعشرين عاماً، ونسبة 23% كانت واقعةً في الفئة العمرية ما بين الخامسة والعشرين والرابعة والأربعين عاماً، ونسبة 18.7% كانت ما بين الخامسة والأربعين والرابعة والستين، ونسبة 15.7% كانت ضمن فئة الخامسة والستين عاماً فما فوق. يوجد لكل 100 أنثى 91.3 ذكر، ويوجد لكل 100 أنثى في الثامنة عشر من عمرها فما فوق 87.2 ذكر.
بلغ متوسط دخل الأسرة في البلدة 21,518 دولارًا، أما متوسط دخل العائلة فبلغ 26,563 دولارًا. وكان متوسط دخل الذكور 24,659 دولارًا مقابل 18,542 دولارًا للإناث. وسجل دخل الفرد الخاص بالبلدة 10,639 دولارًا. وكانت نسبة 20.2% من العائلات ونسبة 28% من السكان تحت خط الفقر، وكان من هؤلاء نسبة 31.4% تحت سن الثامنة عشر ونسبة 29.5% في الخامسة والستين من العمر وما فوق.

### تعداد عام 2010
بلغ عدد سكان ولس 790 نسمة بحسب تعداد عام 2010، وبلغ عدد الأسر 298 أسرة وعدد العائلات 197 عائلة مقيمة في البلدة. في حين سجلت الكثافة السكانية 159.3 نسمة لكل كيلومتر مربع (412.6/ميل2). وبلغ عدد الوحدات السكنية 370 وحدة بمتوسط كثافة قدره 74.6 لكل كيلومتر مربع (193.2/ميل2).
وتوزع التركيب العرقي للبلدة بنسبة 77.22% من البيض و16.71% من الأمريكيين الأفارقة و0.63% من الأمريكيين الأصليين و0.13% من الأمريكيين ذوي الأصول الآسيوية و2.91% من الأعراق الأخرى و2.41% من عرقين مختلطين أو أكثر و6.08% من الهسبانيون أو اللاتينيون من أي عرق.
بلغ عدد الأسر 298 أسرة كانت نسبة 38.3% منها لديها أطفال تحت سن الثامنة عشر تعيش معهم، وبلغت نسبة الأزواج القاطنين مع بعضهم البعض 38.6% من أصل المجموع الكلي للأسر، ونسبة 23.8% من الأسر كان لديها معيلات من الإناث دون وجود شريك، بينما كانت نسبة 3.7% من الأسر لديها معيلون من الذكور دون وجود شريكة وكانت نسبة 33.9% من غير العائلات. تألفت نسبة 30.5% من أصل جميع الأسر من عدة أفراد يعيشون في نفس المنزل ونسبة 13.4% كانت تتألف من شخص يعيش بمفرده يبلغ من العمر 65 عاماً أو أكثر. وبلغ متوسط حجم الأسرة المعيشية 2.48، أما متوسط حجم العائلات فبلغ 3.11.
بلغ العمر الوسطي للسكان 36.2 عاماً. وكانت نسبة 28.9% من القاطنين تحت سن الثامنة عشر، وكانت نسبة 7.7% بين الثامنة عشر والرابعة والعشرين عاماً، ونسبة 23% كانت واقعةً في الفئة العمرية ما بين الخامسة والعشرين والرابعة والأربعين عاماً، ونسبة 24.4% كانت ما بين الخامسة والأربعين والرابعة والستين، ونسبة 15.9% كانت ضمن فئة الخامسة والستين عاماً فما فوق. وتوزع التركيب الجنسي للسكان بنسبة 45.8% ذكور و54.2% إناث.